# Rutelarcha
Rutelarcha är ett släkte av skalbaggar. Rutelarcha ingår i familjen Rutelidae.
Kladogram enligt Catalogue of Life:
| Rutelarcha | \| \| Rutelarcha bakeri \| \| \| \| \| \| Rutelarcha quadrimaculata \| \| \| \| |
|            | \| \| Rutelarcha bakeri \| \| \| \| \| \| Rutelarcha quadrimaculata \| \| \| \| |
|            | Rutelarcha bakeri                                                               |
|            |                                                                                 |
|            | Rutelarcha quadrimaculata                                                       |
|            |                                                                                 |